# Eressa microchilus
Eressa microchilus är en fjärilsart som beskrevs av George Francis Hampson. Eressa microchilus ingår i släktet Eressa och familjen björnspinnare. Inga underarter finns listade i Catalogue of Life.